# Mari Tanaka
Mari Tanaka (japanisch 田中 真梨 Tanaka Mari; * 11. Januar 1987) ist eine ehemalige japanische Tennisspielerin.

## Karriere
Mari Tanaka begann mit fünf Jahren das Tennisspielen und bevorzugt Hartplätze. Sie spielte vorrangig Turniere des ITF Women’s Circuit, wo sie vier Titel im Einzel und 18 im Doppel gewinnen konnte.

## Turniersiege

### Einzel
| Nr. | Datum           | Turnier    | Kategorie   | Belag             | Finalgegnerin    | Ergebnis |
| --- | --------------- | ---------- | ----------- | ----------------- | ---------------- | -------- |
| 1.  | 29. Mai 2005    | León       | ITF $10.000 | Hartplatz (Halle) | Micaela Moran    | 6:4, 6:1 |
| 2.  | 30. Januar 2011 | Kalkutta   | ITF $10.000 | Sand              | Dalila Jakupović | 6:4, 6:3 |
| 3.  | 19. August 2012 | Istanbul   | ITF $10.000 | Hartplatz         | Yūki Tanaka      | 6:0, 6:2 |
| 4.  | 10. August 2014 | Nottingham | ITF $10.000 | Hartplatz         | Mai Minokoshi    | 6:3, 6:4 |

### Doppel
| Nr. | Datum             | Turnier    | Kategorie   | Belag     | Partnerin         | Finalgegnerinnen                    | Ergebnis          |
| --- | ----------------- | ---------- | ----------- | --------- | ----------------- | ----------------------------------- | ----------------- |
| 1.  | 3. September 2005 | Saitama    | ITF $10.000 | Hartplatz | Elizabeth Kaufman | Kim Hea-mi Eriko Mizuno             | 6:4, 6:3          |
| 2.  | 3. März 2007      | Hamilton   | ITF $10.000 | Hartplatz | Song Shanshan     | Tomoko Dokei Etsuko Kitazaki        | 6:2, 6:0          |
| 3.  | 10. März 2007     | Hamilton   | ITF $10.000 | Hartplatz | Lee Ye-ra         | Emelyn Starr Jenny Swift            | 6:2, 6:4          |
| 4.  | 9. Juni 2007      | Tokyo      | ITF $10.000 | Hartplatz | Ayumi Oka         | Etsuko Kitazaki Tomoko Taira        | 3:6, 6:1, 6:4     |
| 5.  | 2. August 2008    | Obihiro    | ITF $25.000 | Teppich   | Shiho Hisamatsu   | Miki Miyamura Tomoyo Takagishi      | 6:4, 6:2          |
| 6.  | 25. Mai 2009      | Gunma      | ITF $25.000 | Teppich   | Hsu Wen-hsin      | Erika Sema Yurika Sema              | 6:3, 1:6, [10:7]  |
| 10. | 20. August 2011   | Taipeh     | ITF $10.000 | Hartplatz | Miyabi Inouea     | Chae Kyung-yee Kim Hae-sung         | 7:5, 2:6, [10:7]  |
| 11. | 6. Juli 2012      | Pattaya    | ITF $10.000 | Hartplatz | Eri Hozumi        | Tyra Calderwood Dianne Hollands     | 4:6, 6:4, [12:10] |
| 12. | 21. Juli 2012     | Istanbul   | ITF $10.000 | Hartplatz | Yurina Koshino    | Akari Inoue Kaori Onishi            | 7:5, 6:72, [10:8] |
| 13. | 3. März 2013      | Sydney     | ITF $10.000 | Hartplatz | Misa Eguchi       | Tamara Čurović Wang Yafan           | 4:6, 7:5, [10:8]  |
| 14. | 19. Mai 2013      | Kurume     | ITF $50.000 | Rasen     | Kanae Hisami      | Rika Fujiwara Akiko Omae            | 6:4, 7:62         |
| 15. | 26. Juli 2013     | Wrexham    | ITF $25.000 | Hartplatz | Kanae Hisami      | Anna Smith Melanie South            | 6:3, 7:62         |
| 16. | 14. Juni 2014     | Fargʻona   | ITF $25.000 | Hartplatz | Hiroko Kuwata     | Nao Hibino Prarthana Thombare       | 6:1, 6:4          |
| 17. | 9. August 2014    | Nottingham | ITF $10.000 | Hartplatz | Alison Bai        | Katie Boulter Freya Christie        | 6:4, 6:3          |
| 18. | 16. August 2014   | Woking     | ITF $25.000 | Hartplatz | Yumi Miyazaki     | Alice Matteucci Despina Papamichail | 6:2, 7:5          |